# UBlock Origin
uBlock Origin (/ˈjuːblɒk/ "te-block") és una extensió de navegador de codi lliure, multiplataforma pel d'filtrat de contingut, incloent-hi bloqueig d'anuncis. L'extensió està disponible per a diversos navegadors: Chrome, Chromium, Edge, Firefox, Opera, Pale Moon, així com versions de Safari anteriors a la 13. uBlock Origin ha rebut elogis de llocs web de tecnologia i s'informa que té molt menys consum de memòria, a diferència d'altres extensions amb una funcionalitat similar. El propòsit declarat d'uBlock Origin és donar als usuaris els mitjans per fer complir les seves pròpies eleccions de filtratge de contingut.
A 2021, uBlock Origin és encara desenvolupada de forma activa i mantinguda pel seu creador i desenvolupador Raymond Hill.

## Història

### uBlock
uBlock es va anomenar inicialment "μBlock", però el nom es va canviar més tard a "uBlock" per evitar confusions sobre com s'hauria de pronunciar la lletra grega μ (Mu/Micro) a "μBlock". El desenvolupament va començar bifurcant des de la base de codis d'HTTP Switchboard juntament amb una altra extensió de bloqueig anomenada uMatrix, dissenyada per a usuaris avançats. uBlock va ser desenvolupat per Raymond Hill per utilitzar llistes de bloqueig mantingudes per la comunitat, alhora que s'afegirien funcions i augmentant la qualitat del codi per alliberar estàndards. Llançada per primera vegada el juny de 2014 com a extensió de Chrome i Opera, l'hivern de 2015 l'extensió s'havia expandit a altres navegadors.
El dipòsit oficial del projecte uBlock va ser transferit a Chris Aljoudi pel desenvolupador original Raymond Hill l'abril de 2015, a causa de la frustració de fer front a les sol·licituds. No obstant això, Hill immediatament el va bifurcar i va continuar l'esforç allà. Més tard, aquesta versió va ser rebatejada com uBlock Origin i s'ha divorciat completament de l'uBlock d'Aljoudi. Aljoudi va crear ublock.org per allotjar i promocionar uBlock i per sol·licitar donacions. En resposta, el fundador d'uBlock, Raymond Hill, va afirmar que "les donacions buscades per ublock.org no beneficien cap dels que més han contribuït a crear uBlock Origin". El desenvolupament d'uBlock es va aturar l'agost de 2015 i s'ha actualitzat esporàdicament des de gener de 2017. El juliol de 2018, ublock.org va ser adquirit per AdBlock i des de febrer de 2019 va començar a permetre "Anuncis acceptables", un programa executat per Adblock Plus que permet alguns anuncis que es consideren "acceptables", i pels quals les grans editorials paguen una quota.
uBlock Origin segueix sent independent i no permet anuncis de pagament.

### uBlock Origen
Raymond Hill, el fundador i autor original d'uBlock, a partir de 2015 va continuar treballant en l'extensió amb el nom uBlock Origin, de vegades estilitzat com uBlock 0, i abreujat com uBO.
Una enquesta conjunta de Sourcepoint i comScore va informar d'una taxa de creixement del 833% durant un període de seguiment de deu mesos que va finalitzar l'agost de 2015, el creixement més fort entre el programari enumerat. L'informe atribuïa el creixement al desig dels usuaris de bloquejadors purs fora del programa de "publicitat acceptable".
El gener de 2016, uBlock Origin es va afegir als dipòsits de Debian 9 i Ubuntu 16.04. L'extensió va ser guardonada com a "Elecció del mes" per Mozilla el maig de 2016.
L'11 de desembre de 2016, Nik Rolls va llançar una bifurcació d'uBlock Origin per al navegador Microsoft Edge (ara conegut com Microsoft Edge Legacy). L'abril de 2020, aquesta bifurcació va quedar obsoleta, ja que Microsoft va substituir Microsoft Edge Legacy per un Edge basat en Chromium.
El gener de 2021, l'extensió uBlock Origin Chrome tenia més de 10 milions d'usuaris actius i la versió de Firefox tenia 5 milions d'usuaris actius.
El projecte rebutja específicament les donacions i, a canvi, aconsella als seguidors que facin donacions als mantenidors de llistes de bloqueig.

## Característiques

### Bloqueig i filtratge
uBlock Origin admet la majoria de la sintaxi de filtre d'Adblock Plus. Les llistes de filtres populars EasyList i EasyPrivacy estan habilitades de manera predeterminada, juntament amb la llista de bloqueig de dominis de programari maliciós URLHaus. Les extensions són capaces d'importar fitxers d'amfitrions i una sèrie de llistes mantingudes per la comunitat estan disponibles a la instal·lació. Entre els fitxers d'amfitrió disponibles, els servidors d'anuncis i la llista de seguiment de Peter Lowe i les llistes de dominis de programari maliciós també estan activats per defecte. Algunes funcions addicionals inclouen el filtratge dinàmic de scripts i iframes i una eina per amagar elements de la pàgina web.
uBlock Origin inclou una llista creixent de funcions que no estan disponibles a uBlock, que inclouen:
- Una manera d'ajudar les persones amb deficiència de visió del color.
- Una funció de filtratge d'URL dinàmic.
- Funcionalitat de registre.
- Millores de la interfície que inclouen un inspector DOM, opcions orientades a la privadesa per bloquejar la recuperació prèvia d'enllaços, l'auditoria d'hiperenllaços i les filtracions d'adreces IP mitjançant WebRTC (cal uBO-Extra per bloquejar connexions WebRTC a Chromium).[33][34]

També s'han afegit a uBlock Origin canvis específics del lloc per alternar el bloqueig de finestres emergents, el bloqueig estricte de dominis, el filtratge cosmètic, el bloqueig de fonts remotes i la desactivació de JavaScript. La versió de Firefox d'uBlock Origin té una funció addicional que ajuda a evitar els intents dels llocs web d'eludir els bloquejadors.

### Els rastrejadors de tercers desvelen CNAME al Firefox
El novembre de 2019, un usuari d'uBlock Origin va informar d'una tècnica nova utilitzada per alguns llocs per evitar el bloqueig de rastrejadors de tercers. Aquests llocs enllacen a URL que són subdominis del domini de la pàgina, però aquests subdominis es resolen amb amfitrions de tercers mitjançant un registre CNAME. Com que l'URL inicial contenia un subdomini de la pàgina actual, els navegadors l'han interpretat com una sol·licitud de primera part i així ho permeten les regles de filtratge d'uBlock Origin (i en extensions similars). El desenvolupador d'uBlock Origin va idear una solució que usava una API DNS que és exclusiva de Firefox 60+. La nova funció es va implementar a uBlock Origin 1.25, llançat el 19 de febrer de 2020.

### Rendiment
Els llocs web de tecnologia i les ressenyes d'usuaris d'uBlock Origin han considerat que l'extensió consumeix menys recursos que les extensions que ofereixen conjunts de funcions similars com Adblock Plus. Una prova de referència, realitzada l'agost de 2015 amb deu extensions de bloqueig, va mostrar uBlock Origin com la més eficient en recursos entre les extensions provades.
uBlock Origin estudia quins recursos d'estil calen per a una pàgina web individual en lloc de confiar en un full d'estil universal. L'extensió fa una instantània dels filtres que l'usuari ha habilitat, la qual cosa contribueix a accelerar la velocitat d'inici del navegador en comparació amb la recuperació de filtres de la memòria cau cada vegada.

## Plataformes compatibles
uBlock Origin es desenvolupa activament per a aplicacions basades en dos motors de disseny principals.

### Actualment suportat
- Blink
  - Google Chrome / Chromium (escriptori)
  - Òpera (escriptori)
  - Microsoft Edge (Chromium) (escriptori)

- Gecko
  - Firefox (escriptori: 0.85.5 i posterior){{efn|uBlock also supports Firefox legacy browsers (including SeaMonkey and Pale Moon), use the firefox-legacy release starting with firefox-legacy-1.16.4, see github.com/gorhill/uBlock-for-firefox-legacy
  - Firefox per a Android (mòbil: 0.9.1.0 i posterior)
  - Thunderbird (escriptori: 1.3.0 i posterior)
  - SeaMonkey

### Amb suport prèviament
- WebKit
  - Safari (escriptori: uBlock Origin 1.10.0 i posterior (Beta)).[44][b] Va deixar de funcionar amb macOS 10.15 Catalina i Safari 13.[45][46]

- EdgeHTML
  - Microsoft Edge (legat) (uBlock Origin disponible a Windows Store en versió beta a partir de la versió 1.10.0).[47][48][c]